# فلکسبورگ
فلکسبورگ (به فرانسوی: Flexbourg) یک کمون در فرانسه با جمعیت ۴۷۰ نفر است که در Canton of Wasselonne واقع شده‌است.